# Мытнинский переулок
Мы́тнинский переу́лок — переулок в Петроградском районе Санкт-Петербурга. Проходит от Мытнинской площади до Татарского переулка.

## История
Название Мытнинский переулок известно с 1828 года, по Мытному двору (таможне), находившемуся между набережной и проспектом Добролюбова.

## Достопримечательности
- Межшкольный учебный комбинат Петроградского района (дом 4/35)
- Сквер Тукая